# Tânagra (estatueta)
As estatuetas de Tânagra eram pequenas esculturas de terracota, produzidas pelos gregos antigos a partir do século IV a.C., reproduzindo principalmente mulheres jovens e de formas esbeltas, mas também crianças, divindades, máscaras, pessoas em afazeres domésticos e outras figuras. Finamente trabalhadas, raramente alcançavam mais de 20 ou 25 centímetros de altura. Eram produzidas em molde, sendo portanto ocas, tendo a parte de trás geralmente moldada à mão. Depois de cozidas, eram mergulhadas em uma solução líquida de argila e pintadas em cores vivas.
O nome deriva da aldeia de Tânagra, na Beócia, onde os espartanos derrotaram os atenienses em 457 a.C.. Uma grande quantia dessas estatuetas foram primeiramente encontradas na necrópole dessa aldeia, um centro cerâmico em grande atividade desde o período pré-clássico. A partir de de 350 a.C., tornaram-se muito admiradas por seu estilo naturalista, variedade e pela riqueza do colorido, sendo exportadas para muitas regiões e imitadas em todo o mundo grego.

## Outras obras

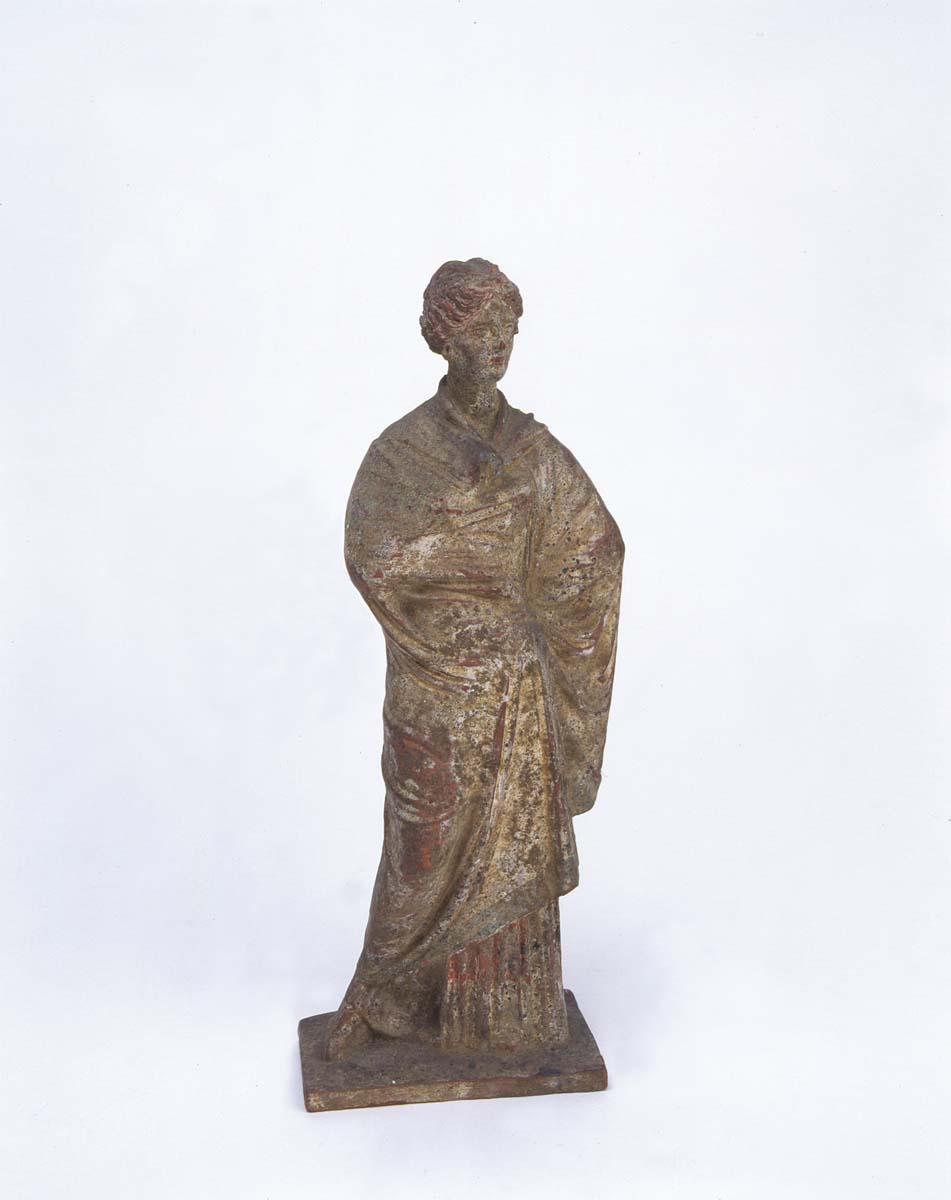
Estatueta feminina vestida com quíton sobreposto pelo himation. Terracota moldada,  policromia, Casa Museu Eva Klabin
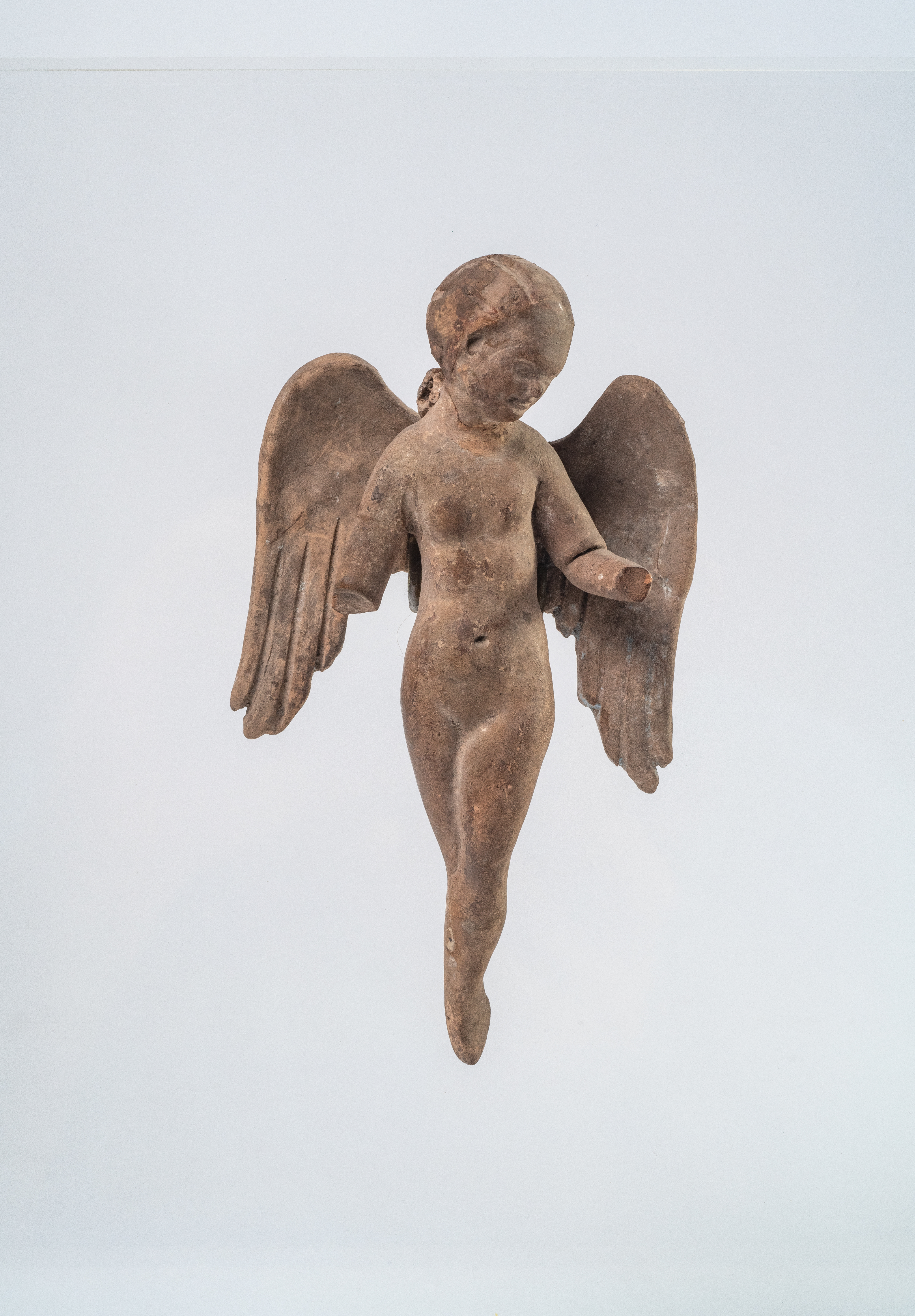
Possível representação de Nikê. Terracota moldada, Casa Museu Eva Klabin
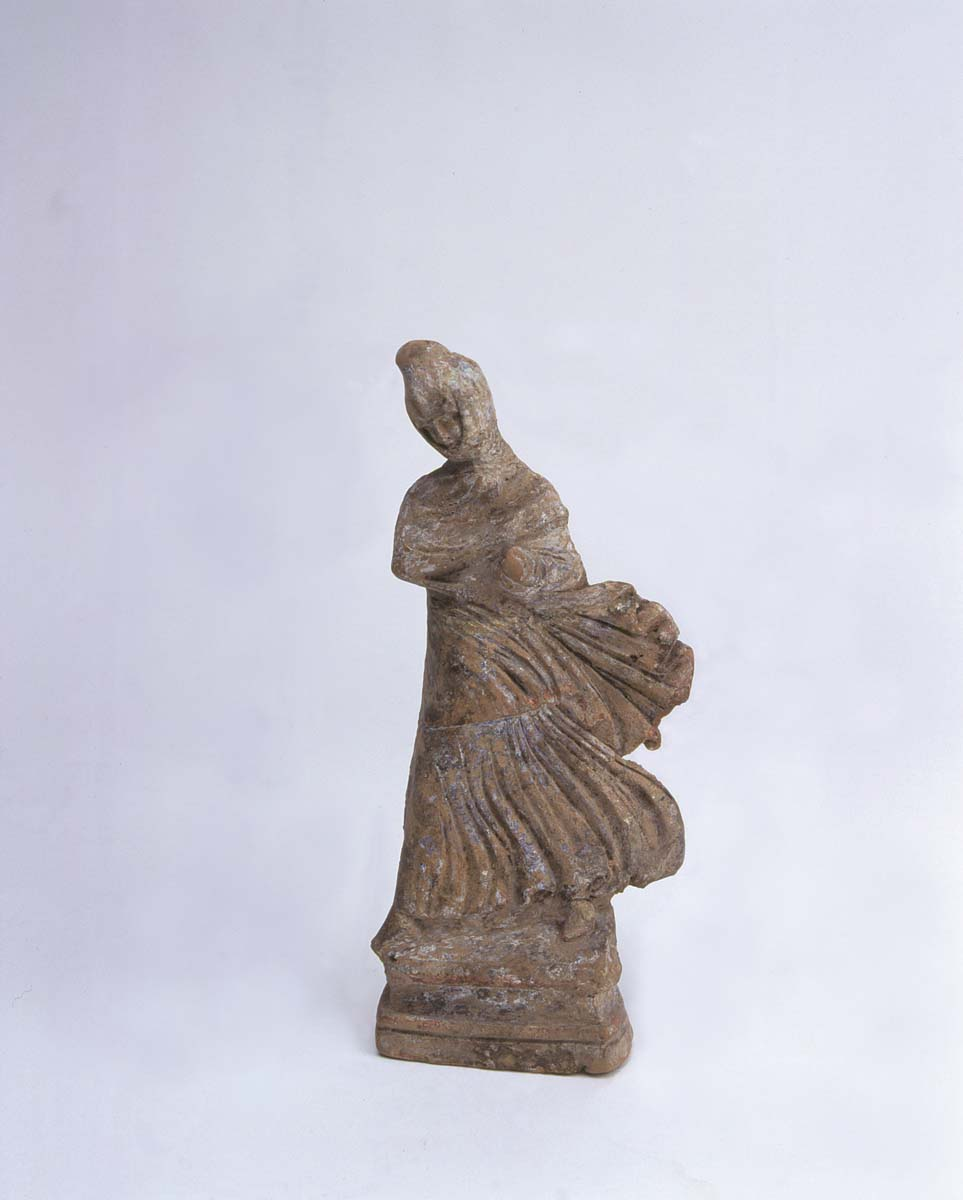
Estatueta feminina velada, Casa Museu Eva Klabin